# Fridolin Jehle
Fridolin Jehle (* 1908 in Säckingen; † 1976 ebenda) war ein deutscher Historiker und Heimatforscher.

## Leben
Fridolin Jehle studierte in Basel, Freiburg im Breisgau und in Wien. Dort studierte er Geschichte und Klassische Philologie. Den Doktortitel erwarb er 1931 in Wien mit der Dissertation Die Entwicklung der rechtlichen Beziehungen zwischen Stift und Stadt Säckingen. Er befasste sich bis zu seinem Tod 1976 mit der Geschichte seiner Heimat und verfasste darüber zahlreiche Schriften und Aufsätze. Von 1946 bis 1950 war er Bürgermeister der Stadt Säckingen. Er war Mitglied in der Fricktalisch-Badischen Vereinigung für Heimatkunde. 1974 war er Teilnehmer der Gründungsversammlung des  Geschichtsverein Hochrhein.
Die Historikerin Adelheid Enderle-Jehle ist seine Tochter.

## Schriften (Auswahl)
- Die Geschichte von Stift und Stadt Säckingen, 1968
- Geschichte der Stadt Laufenburg, Manuskript, (erschien 1979 als Buch)
- St. Fridolin, sein Werk und seine Ausstrahlung
- Zahlreiche Zeitungsartikel
- Wehr – Eine Ortsgeschichte mit Beiträgen von Erich F. Hampich und Dr. Ludwig Schnitzler, Wehr (Baden) 1969
- Mit Anton Englert: Geschichte der Gemeinde Dogern Gemeinde Dogern (Hrsg.), 1978

## Ehrungen
In Bad Säckingen ist der Fridolin-Jehle-Weg nach ihm benannt.